# Ali Mollow
Ali Mollow (* 31. Dezember 1970 in Trojan, Oblast Lowetsch) ist ein bulgarischer Ringer. Er ist mehrfacher Medaillengewinner bei Welt- und Europameisterschaften.

## Werdegang
Ali Mollow, der türkischer Abstammung ist, begann im Alter von 12 Jahren 1982 mit dem Ringen. Er konzentrierte sich dabei auf den griechisch-römischen Stil. Nach ersten Erfolgen wurde er Mitglied des Ringerclubs Slavia-Litex Sofia. In der bulgarischen Nationalmannschaft wurde er von Bratan Zenow trainiert. Schon während seiner aktiven Zeit begann er ein Studium an der Nationalen Sport-Akademie in Sofia, das er mit einem Trainerdiplom abschloss.
Er ist gewissermaßen ein Spätstarter, denn er bestritt seine erste internationale Meisterschaft erst im Alter von 23 Jahren. Dabei hatte er aber gleich Erfolg, denn er wurde 1993 in Istanbul Vize-Europameister im Halbschwergewicht hinter dem Schweden Jörgen Olsson, aber noch vor Hakki Basar aus der Türkei und Sjarhej Lischtwan aus Belarus. In den folgenden Jahren startete er regelmäßig bei Welt- und Europameisterschaften, konnte aber zunächst nicht an diesen Erfolg anknüpfen. Die besten Ergebnisse, die er in den Jahren 1994 bis 1998 erzielte, waren zwei fünfte Plätze. Diesen Platz belegte er z. B. bei der Europameisterschaft 1997 in Kouvola/Finnland und bei der Weltmeisterschaft 1998 in Gävle/Schweden. In jenen Jahren scheiterte er meist an den damals überragenden Ringern Gogi Koguaschwili, Russland, Maik Bullmann, Deutschland und Wjatscheslaw Oleinik, Ukraine.
1999 wurde er dann in Sofia erneut Vize-Europameister im Halbschwergewicht. Er besiegte dabei u. a. Mindaugas Ežerskis, Lettland, Hakki Basar und Dawid Saldadse, Ukraine und scheiterte erst im Finale an Mikael Ljungberg aus Schweden. Im Jahre 2000 qualifizierte er sich für die Teilnahme an den Olympischen Spielen in Sydney. Dort verlor er aber gegen Petru Sudureac aus Rumänien und gegen Mikael Ljungberg und belegte nur den 19. Platz. 2001 wurde er in Istanbul hinter dem Russen Alexander Besrutschkin zum dritten Mal Vize-Europameister, wobei er Petru Sudureac und Roman Meduna aus der Slowakei auf die nächsten Plätze verwies.
2002 verpasste Ali Mollow bei der Europameisterschaft in Seinäjoki/Finnland mit einem 4. Platz knapp eine Medaille. Er besiegte bei dieser Meisterschaft aber so hervorragende Ringer wie Martin Lidberg aus Schweden und Georgios Koutsioubas aus Griechenland. Bei der Weltmeisterschaft dieses Jahres in Moskau gewann er dann eine Bronzemedaille. Das war die letzte Medaille, die er bei einer internationalen Meisterschaft gewann. Auf dem Weg zu diesem Erfolg besiegte er Garrett Lowney, USA, Alexander Besrutschkin und Mirko Englich, Deutschland, verlor gegen Karam Mohammed Ibrahim Gaber, Ägypten und besiegte Ernesto Peña Williams aus Kuba.
2004 erkämpfte er bei einem Olympia-Qualif.-Turnier in Novi Sad für Bulgarien mit einem 4. Platz noch eine Menge Punkte für einen bulgarischen Startplatz bei den Olympischen Spielen in Athen. In Athen wurde aber nicht er, sondern Kalojan Dintschew eingesetzt. Das war sein letzter internationaler Wettkampf.

## Internationale Erfolge
| Jahr | Platz | Wettbewerb                                  | Gewichtsklasse | Ergebnisse |
| 1993 | 2.    | EM in Istanbul                              | Halbschwer     | hinter Jörgen Olsson, Schweden, vor Hakki Basar, Türkei und Sjarhej Lischtwan, Belarus |
| 1994 | 10.   | EM in Athen                                 | Halbschwer     | Sieger: Wjatscheslaw Oleinik, Ukraine vor Sergei Kirilchuk, Belarus |
| 1994 | 9.    | WM in Tampere                               | Halbschwer     | Sieger: Gogi Koguaschwili, Russland vor Wjatscheslaw Oleinik und Maik Bullmann, Deutschland |
| 1995 | 11.   | EM in Besançon                              | Halbschwer     | Sieger: Gogii Koguaschwili vor Maik Bullmann und Wjatscheslaw Oleinik |
| 1995 | 9.    | WM in Prag                                  | Halbschwer     | Sieger: Hakki Basar vor Petru Sudureac, Rumänien und Gogi Koguaschwili |
| 1996 | 6.    | EM in Budapest                              | Halbschwer     | hinter Georgi Koguaschwili, Maik Bullmann und Wjatscheslaw Oleinik |
| 1997 | 5.    | EM in Kouvola/Finnland                      | Halbschwer     | nach Siegen über Josip Pavisic, Kroatien und Konstantinos Thanos, Griechenland, Niederlagen gegen Anatoli Fedorenko, Belarus und Petru Sudureac und Sieg über Bakuri Gogitidse, Georgien            |
| 1997 | 16.   | WM in Wrocław                               | Halbschwer     | nach einem Sieg über Randy Couture, USA und Niederlage gegen Igor Grabowezki, Moldawien und Pajo Ivosevic, Jugoslawien                                                                              |
| 1998 | 3.    | Intern. Turnier in Nikea                    | Halbschwer     | hinter Sjarhej Lischtwan und Maik Bullmann |
| 1998 | 11.   | EM in Minsk                                 | Halbschwer     | nach einem Sieg über Josip Pavisic und Niederlagen gegen Sjarhej Lischtwan und Zaza Silagadse, Georgien                                                                                             |
| 1998 | 5.    | WM in Gävle/Schweden                        | Halbschwer     | nach Siegen über Colbie Bell, Kanada, Janos Toth, Ungarn und Maik Bullmann und Niederlagen gegen Gogi Koguaschwili und Petru Sudureac                                                               |
| 1999 | 1.    | „Dave-Schultz“-Memorial in Colorado Springs | Halbschwer     | vor Dave Surofchek und Daniel Hicks, beide USA |
| 1999 | 2.    | EM in Sofia                                 | Halbschwer     | nach Siegen über Pajo Ivosevic, Mindaugas Ežerskis, Hakki Basar und Dawid Saldadse, Ukraine und einer Niederlage gegen Mikaiel Ljungberg, Schweden                                                  |
| 1999 | 30.   | WM in Athen                                 | Halbschwer     | nach Niederlagen gegen Georgi Koguaschwili und Choren Papojan, Armenien |
| 2000 | 4.    | Olympia-Qualif.-Turnier in Faenza           | Halbschwer     | hinter Sjarhej Lischtwan, Mindaugas Ežerskis und Petru Sudureac |
| 2000 | 19.   | OS in Sydney                                | Halbschwer     | nach Niederlagen gegen Petru Sudureac und Mikael Ljungberg |
| 2001 | 2.    | EM in Istanbul                              | Halbschwer     | hinter Alexander Besrutschkin, Russland, vor Petru Sudureac und Roman Meduna, Slowakei |
| 2001 | 11.   | WM in Patras                                | Halbschwer     | nach Siegen über Satish Kumar, Indien und Bela Kalo, Ungarn und einer Niederlage gegen Ernesto Pena Williams                                                                                        |
| 2002 | 2.    | Nikola-Petrow-Memorial in Pleven            | Halbschwer     | hinter Cedric Theval, Frankreich, vor Tiha Citar, Türkei |
| 2002 | 4.    | EM in Seinäjoki/Finnland                    | Halbschwer     | nach Siegen über Cedric Theval, Martin Lidberg, Schweden und, Georgios Koutsioubas, Griechenland und Niederlagen gegen Gogi Koguaschwili und Dawid Saldadse                                         |
| 2002 | 3.    | WM in Moskau                                | Halbschwer     | nach Siegen über Garrett Lowney, USA, Alexander Besrutschkin und Mirko Englich, Deutschland, einer Niederlage gegen Karam Mohammed Ibrahim Gaber, Ägypten und einem Sieg über Ernesto Pena Williams |
| 2003 | 2.    | „Dave-Schultz“-Memorial in Colorado Springs | Halbschwer     | hinter Karam Mohammed Ibrahim Gabe, vor Jimmy Lidberg, Schweden und Raoul Christopher Johnson, USA                                                                                                  |
| 2003 | 14.   | EM in Belgrad                               | Halbschwer     | nach einer Niederlage gegen Ramas Nosadse, Georgien und einem Sieg über Henri Papiaschwili, Israel                                                                                                  |
| 2003 | 29.   | WM in Créteil                               | Halbschwer     | nach einem Sieg über Kenzo Kato, Japan und einer Niederlage gegen Karam Mohammed Ibrahim Gaber |
| 2004 | 4.    | Olympia-Qualif.-Turnier in Novi Sad         | Halbschwer     | hinter Ernesto Pena Williams, Mindaugas Ežerskis und Mehmet Özal, Türkei |

## Erläuterungen
- alle Wettkämpfe im griechisch-römischen Stil
- OS = Olympische Spiele, WM = Weltmeisterschaften, EM = Europameisterschaften
- Halbschwergewicht, bis 1996 bis 90 kg, von 1997 bis 2001 bis 97 kg und seit 2002 bis 96 kg Körpergewicht